# هاردهوم
هاردهوم (بالإنجليزية: Hardhome)‏ هي الحلقة الثامنة من الموسم الخامس من المسلسل الفانتازي صراع العروش، والمُقتبس من سلسلة روايات أغنية الجليد والنار للمؤلف جورج ر. ر. مارتن، وهي الحلقة رقم 48 من المسلسل ككل. عُرضت الحلقة لأول مرة في 31 مايو 2015، على شبكة إتش بي أو المُنتجة للمسلسل، وكانت من كتابة ديفيد بينيوف، ودي. بي. وايس، ومن إخراج ميغيل سابوجنيك.

## ملخص الحلقة
في برافوس، تتعلم آريا ببطء ويتم اختبارها بانتظام. إنها تتظاهر بأنها بائع المحار ويتم تكليفها بمهمة محددة. في ميرين،  دنيريس تحكم على جوراه مورمنتت  و تيريون. بينما تم نفي جورا مرة أخرى، سرعان ما أصبحت تيريون مستشار لها. في وينترفيل، تتعلم سانسا  شيئًا مهمًا من ثيون . في غضون ذلك، تنتظر روز بولتون وصول ستانيس لكن رامزي لا يوافق على نهجه، في كينجز لاندينغ، علم سيرسي من كايبرون  أن هاي سبارو لديها قضية قوية ضدها وتوصي بمخرج لها. في القلعة السوداء، يتعافى سام  من جروحه. يصل جون سنو وتورموند جاينتسبان إلى وجهتهما شمال الجدار. في حين أن بعضهم يقبل عرض الأرض في الجنوب، فإن الكثير لا يقبل ذلك. قبل أن يتمكنوا من المغادرة، يصل جيش المشاة.

## الإنتاج
سيناريو الحلقة كان من كتابة ديفيد بينيوف، ودي. بي. وايس، وأُختير ميغيل سابوجنيك لإخراجها. كان فابيان فاغنر مديرًا لتصوير الحلقة، وتيم بورتر محررًا لها، أما موسيقى الحلقة التصويرية فكانت من تلحين رامين جوادي.

## نسب المشاهدة
| الموسم | الموسم | رقم الحلقة | رقم الحلقة | رقم الحلقة | رقم الحلقة | رقم الحلقة | رقم الحلقة | رقم الحلقة | رقم الحلقة | رقم الحلقة | رقم الحلقة | المتوسط |
| الموسم | الموسم | 1          | 2          | 3          | 4          | 5          | 6          | 7          | 8          | 9          | 10         | المتوسط |
| ------ | ------ | ---------- | ---------- | ---------- | ---------- | ---------- | ---------- | ---------- | ---------- | ---------- | ---------- | ------- |
|        | 1      | 2.22       | 2.20       | 2.44       | 2.45       | 2.58       | 2.44       | 2.40       | 2.72       | 2.66       | 3.04       | 2.52    |
|        | 2      | 3.86       | 3.76       | 3.77       | 3.65       | 3.90       | 3.88       | 3.69       | 3.86       | 3.38       | 4.20       | 3.80    |
|        | 3      | 4.37       | 4.27       | 4.72       | 4.87       | 5.35       | 5.50       | 4.84       | 5.13       | 5.22       | 5.39       | 4.97    |
|        | 4      | 6.64       | 6.31       | 6.59       | 6.95       | 7.16       | 6.40       | 7.20       | 7.17       | 6.95       | 7.09       | 6.84    |
|        | 5      | 8.00       | 6.81       | 6.71       | 6.82       | 6.56       | 6.24       | 5.40       | 7.01       | 7.14       | 8.11       | 6.88    |
|        | 6      | 7.94       | 7.29       | 7.28       | 7.82       | 7.89       | 6.71       | 7.80       | 7.60       | 7.66       | 8.89       | 7.69    |
|        | 7      | 10.11      | 9.27       | 9.25       | 10.17      | 10.72      | 10.24      | 12.07      | غ/م        | غ/م        | غ/م        | 10.26   |
|        | 8      | 11.76      | 10.29      | 12.02      | 11.80      | 12.48      | 13.61      | غ/م        | غ/م        | غ/م        | غ/م        | 11.99   |

## وصلات خارجية
- هاردهوم على موقع IMDb (الإنجليزية)
- هاردهوم على موقع ميتاكريتيك (الإنجليزية)
- هاردهوم على موقع روتن توميتوز (الإنجليزية)
- هاردهوم على موقع أول موفي (الإنجليزية)